# عمر خضر
عمر احمد خضر (متولد ۱۹ سپتامبر ۱۹۸۶ در کانادا) تبعه کانادا با پدر مصری الاصل و مادر عربستانی الاصل است. او در ۲۷ ژوئیه ۲۰۰۲ به جرم کشتن سروان کریستفر اسپیر با نارنجک در سن ۱۵ سالگی، توسط نیروهای آمریکایی در افغانستان بعد از ۴ ساعت درگیری در روستای ایوب خیل دستگیر شد. گفته شده‌است که این کار او به تحریک پدرش که یک مسلمان افراطی است صورت گرفته‌است.
عمر ۸ سال در گوانتانامو زندانی و کوچکترین زندانی این زندان است. به‌طوری‌که به او کودک سرباز می‌گویند.
بر خلاف قوانین عفو بین‌الملل و آیین‌نامه یونیسف در مورد کودک سرباز، دولت کانادا تلاشی برای بازگرداندن او به کانادا نکرد.
در سال ۲۰۰۹ فاش شد که دولت کانادا ۱ میلیون و ۳۰۰ هزار دلار پرداخته‌است تا عمر در گوانتانامو باقی بماند.
او در مدت زندانی بودن در گوانتانامو توسط بازجوهایش تهدید به تجاوز جنسی شد و تا مدت زیادی دسترسی به وکیل نداشت.
عمر در ۲۸ اکتبر ۲۰۱۰ در گوانتانامو محاکمه شد و بدون اینکه صحبتی از سن پایین او در هنگام ارتکاب جرم شود، او در مقابل قاضی و بیوه کریستفر اسپیر به جرم خود اعتراف کرد و گفت که «واقعاً برای رنجی که به آن‌ها وارد کرده متأسف است و فهمیده‌است که تنفر چیزی برای انسان به ارمغان نمی‌آورد و عشق و محبت بهتر از هر چیزی است».
او به جرم قتل و توطئه برای اقدامات تروریستی به ۴۰ سال زندان محکوم شد. اما بدنبال توافقی که دادستان‌ها با وکلای عمر خضر کردند، حکم او نیز به ۸ سال کاهش یافت. خضر به پنج فقره جنایت جنگی از جمله همدستی با تروریست‌های القاعده، نقض قوانین جنگی و قتل یک سرباز آمریکایی اعتراف کرد. بر اساس توافقی که او با دادستان‌ها کرد پس از یکسال حبس در گوانتانامو به کشورش کانادا فرستاده می‌شود.